# Dichiarazione d'indipendenza dell'Argentina

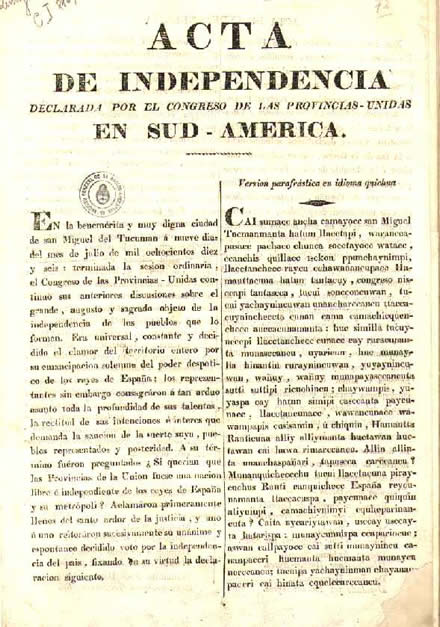
La Dichiarazione di Indipendenza delle Province Unite in Sud-America redatta in spagnolo e in quechua.

La dichiarazione d'indipendenza dell'Argentina fu ratificata il 9 luglio 1816 dal Congresso di Tucumán. Nel documento, siglato nella città di San Miguel de Tucumán, i rappresentanti delle Province Unite del Río de la Plata proclamarono la fine formale della dominazione spagnola.
Al Congresso non presero parte le cinque province aderenti alla Liga Federal mentre vi furono rappresentati alcuni territori dell'Alto Perù (odierna Bolivia).

## Antefatti
Con l'invasione napoleonica della penisola iberica nel 1808 e la successiva abdicazione del re Ferdinando VII, le colonie spagnole sudamericane si trovarono di fronte ad una situazione che da una parte le vedeva contribuire finanziariamente alla guerra in Europa e dall'altra aumentare i commerci con l'Impero britannico ed i porti brasiliani. La mancanza di comunicazioni stabili con il governo provvisorio di Cadice e le influenze della guerra d'indipendenza americana favorirono la diffusione degli ideali di autodeterminazione dall'Impero spagnolo.
Nel 1810 a Buenos Aires, allora capitale del Vicereame del Río de la Plata, scoppiò la Rivoluzione di Maggio che comportò la caduta delle autorità coloniali ed il passaggio dei poteri alla Prima Giunta. Quattro anni più tardi, con la restaurazione del trono di Ferdinando VII, riprese anche l'offensiva militare realista volta a recuperare il controllo di tutte quelle colonie sudamericane dove le vecchie autorità spagnole erano state esautorate. Le truppe spagnole, stanziate prevalentemente nel Perù, riuscirono ad ottenere una serie di brillanti successi a Sipe-Sipe, Huaqui, Vilcapugio ed a Ayohuma arrivando così a minacciare da nord le Province Unite del Río de la Plata.   
Nel 1815 Carlos María de Alvear assunse la carica di Director supremo delle Province Unite del Río de la Plata e convocò un Congresso Generale. In tutto 33 deputati, ognuno rappresentante 14.000 abitanti, presero parte alle sessioni, ufficialmente iniziate il 24 marzo 1816. Solamente le cinque province aderenti alla Liga Federal, Misiones, Santa Fe, Entre Ríos, Corrientes e quella Orientale non inviarono delegati.

## Il Congresso di Tucumán
Il Congresso tenne le sue prime sedute nella città di San Miguel de Tucumán, in una casa oggi conosciuta appunto come Casa di Tucumán. Il 9 luglio fu messa ai voti ed approvata la dichiarazione d'indipendenza dalla Spagna. A sostegno del proclama indipendentista furono chiamati in causa una serie di eventi storici accaduti negli anni precedenti come l'abdicazione di Ferdinando VII e la volontà di quest'ultimo di non riconoscere la Costituzione spagnola del 1812. Il 19 dello stesso mese il Congresso ratificò che le Province Unite si emancipavano da qualunque dominazione straniera. Il presidente del Congresso in quei fatidici giorni era Francisco Narciso de Laprida, deputato per San Juan.

## Firmatari della Dichiarazione d'Indipendenza
I 29 deputati del Congresso di Tucumán che votarono la dichiarazione d'indipendenza delle Province Unite furono:

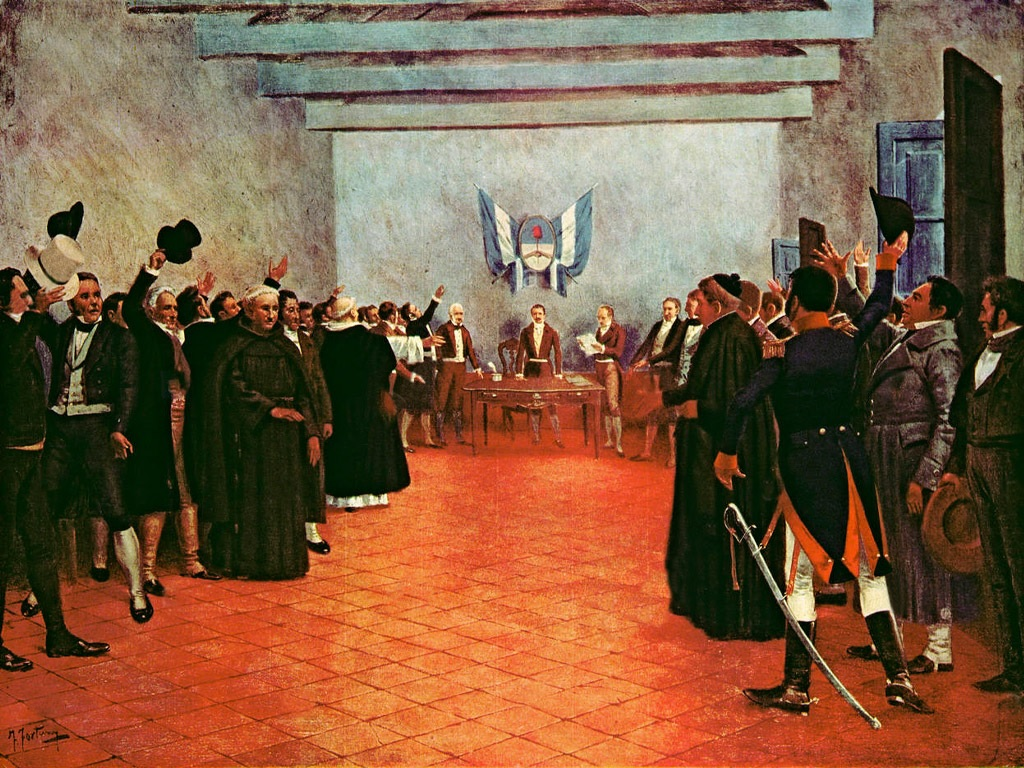
Congresso di Tucumán di Francisco Fortuny.

### Presidente
- Francisco Narciso de Laprida, deputato per San Juan

### Vicepresidente
- Mariano Boedo, deputato per Salta

### Segretari
- José Mariano Serrano, deputato per Charcas
- Juan José Paso, deputato per Buenos Aires

### Deputati
- Per Buenos Aires
  - Dr. Antonio Sáenz
  - Dr. José Darragueira
  - Frate Cayetano José Rodríguez
  - Dr. Pedro Medrano
  - Dr. Esteban Agustín Gascón
  - Dr. Tomás Manuel de Anchorena
- Per Catamarca
  - Dr. Manuel Antonio Acevedo
  - Dr. José Eusebio Colombres
- Per Córdoba
  - Eduardo Pérez Bulnes
  - José Antonio Cabrera
  - Avv. Jerónimo Salguero de Cabrera y Cabrera
- Per Jujuy
  - Dr. Teodoro Sánchez de Bustamante
- Per La Rioja
  - Dr. Pedro Ignacio de Castro Barros
- Per Mendoza
  - Tomás Godoy Cruz
  - Dr. Juan Agustín Maza
- Per Salta
  - Dr. José Ignacio de Gorriti
- Per San Juan
  - Frate Justo Santa María de Oro
- Per Santiago del Estero
  - Pedro Francisco de Uriarte
  - Pedro León Gallo
- Per Tucumán
  - Dr. Pedro Miguel Aráoz
  - Dr. José Ignacio Thames
- Per Mizque
  - Pedro Ignacio Rivera
- Per Charcas
  - Dr. Mariano Sánchez de Loria
  - Dr. José Severo Malabia
- Per Chichas (compresa Tarija)
  - Dr. José Andrés Pacheco de Melo

Non presero parte alla votazione cinque deputati:
- José Moldes (Salta)
- Juan José Feliciano Fernández Campero (Chichas)
- Miguel Calixto del Corro (Córdoba)
- Pedro Buenaventura Carrasco (Cochabamba)
- Juan Martín de Pueyrredón (San Luis)